# Grande Prêmio da Itália de 1990
Resultados do Grande Prêmio da Itália de Fórmula 1 realizado em Monza em 9 de setembro de 1990. Décima segunda etapa do campeonato, foi vencido pelo brasileiro Ayrton Senna, da McLaren-Honda, com Alain Prost em segundo pela Ferrari e Gerhard Berger em terceiro pela McLaren-Honda.

## Resumo
Apesar do brasileiro liderar o campeonato daquele ano, Ron Dennis não acreditava na vitória de Ayrton Senna na casa da Ferrari. O piloto, então fez uma aposta com o chefe de equipe da McLaren: caso vencesse, ele ganharia o carro do triunfo de presente. A McLaren MP4/5B, modelo utilizado por Senna em 1990, foi recebida pela família do mesmo e hoje compõe acervo do Instituto Ayrton Senna.

## Classificação da prova
| Pos.    | Nº | Piloto             | Construtor        | Voltas | Tempo/Diferença   | Grid | Pontos |
| ------- | -- | ------------------ | ----------------- | ------ | ----------------- | ---- | ------ |
| 1       | 27 | Ayrton Senna       | McLaren-Honda     | 53     | 1:17:57.878       | 1    | 9      |
| 2       | 1  | Alain Prost        | Ferrari           | 53     | + 6.054           | 2    | 6      |
| 3       | 28 | Gerhard Berger     | McLaren-Honda     | 53     | + 7.404           | 3    | 4      |
| 4       | 2  | Nigel Mansell      | Ferrari           | 53     | + 56.219          | 4    | 3      |
| 5       | 6  | Riccardo Patrese   | Williams-Renault  | 52     | + 1:25.274        | 7    | 2      |
| 6       | 3  | Satoru Nakajima    | Tyrrell-Ford      | 52     | + 1 volta         | 14   | 1      |
| 7       | 20 | Nelson Piquet      | Benetton-Ford     | 52     | + 1 volta         | 9    |        |
| 8       | 19 | Alessandro Nannini | Benetton-Ford     | 52     | + 1 volta         | 8    |        |
| 9       | 10 | Alex Caffi         | Arrows-Ford       | 51     | + 2 voltas        | 21   |        |
| 10      | 22 | Andrea de Cesaris  | Dallara-Ford      | 51     | + 2 voltas        | 25   |        |
| 11      | 25 | Nicola Larini      | Ligier-Ford       | 51     | + 2 voltas        | 26   |        |
| 12      | 9  | Michele Alboreto   | Arrows-Ford       | 50     | Spun Off          | 22   |        |
| 13      | 26 | Philippe Alliot    | Ligier-Ford       | 50     | + 3 voltas        | 20   |        |
| NC      | 18 | Yannick Dalmas     | AGS-Ford          | 45     | + 8 voltas        | 24   |        |
| Ret     | 16 | Ivan Capelli       | Leyton House-Judd | 36     | Motor             | 16   |        |
| Ret     | 30 | Aguri Suzuki       | Lola-Lamborghini  | 36     | Pane elétrica     | 18   |        |
| Ret     | 14 | Olivier Grouillard | Osella-Ford       | 27     | Rolamento de roda | 23   |        |
| Ret     | 15 | Maurício Gugelmin  | Leyton House-Judd | 24     | Motor             | 10   |        |
| Ret     | 8  | Stefano Modena     | Brabham-Judd      | 21     | Motor             | 17   |        |
| Ret     | 5  | Thierry Boutsen    | Williams-Renault  | 18     | Suspensão         | 6    |        |
| Ret     | 11 | Derek Warwick      | Lotus-Lamborghini | 15     | Embreagem         | 12   |        |
| Ret     | 21 | Emanuele Pirro     | Dallara-Ford      | 14     | Spun Off          | 19   |        |
| Ret     | 12 | Martin Donnelly    | Lotus-Lamborghini | 13     | Motor             | 11   |        |
| Ret     | 29 | Eric Bernard       | Lola-Lamborghini  | 10     | Embreagem         | 13   |        |
| Ret     | 23 | Pierluigi Martini  | Minardi-Ford      | 7      | Suspensão         | 15   |        |
| Ret     | 4  | Jean Alesi         | Tyrrell-Ford      | 4      | Spun Off          | 5    |        |
| DNQ     | 17 | Gabriele Tarquini  | AGS-Ford          |        |                   |      |        |
| DNQ     | 24 | Paolo Barilla      | Minardi-Ford      |        |                   |      |        |
| DNQ     | 7  | David Brabham      | Brabham-Judd      |        |                   |      |        |
| DNQ     | 31 | Bertrand Gachot    | Coloni-Ford       |        |                   |      |        |
| DNPQ    | 33 | Roberto Moreno     | EuroBrun-Judd     |        |                   |      |        |
| DNPQ    | 34 | Claudio Langes     | EuroBrun-Judd     |        |                   |      |        |
| DNPQ    | 39 | Bruno Giacomelli   | Life              |        |                   |      |        |
| Fontes: |    |                    |                   |        |                   |      |        |

## Tabela do campeonato após a corrida
| Pos.    | Piloto          | Pontos |
| ------- | --------------- | ------ |
| 1       | Ayrton Senna    | 72     |
| 2       | Alain Prost     | 56     |
| 3       | Gerhard Berger  | 37     |
| 4       | Thierry Boutsen | 27     |
| 5       | Nelson Piquet   | 24     |
| Fontes: |                 |        |

| Pos.    | Equipe           | Pontos |
| ------- | ---------------- | ------ |
| 1       | McLaren-Honda    | 109    |
| 2       | Ferrari          | 72     |
| 3       | Williams-Renault | 44     |
| 4       | Benetton-Ford    | 40     |
| 5       | Tyrrell-Ford     | 15     |
| Fontes: |                  |        |

- Nota: Somente as primeiras cinco posições estão listadas. Entre 1981 e 1990 cada piloto podia computar onze resultados válidos por temporada não havendo descartes no mundial de construtores.